# Liste der Kulturdenkmale in Vollmershain

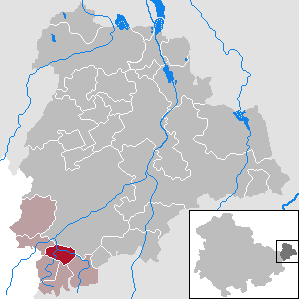

Die Liste der Kulturdenkmale in Vollmershain enthält die Kulturdenkmale der ostthüringischen Gemeinde Vollmershain im Landkreis Altenburger Land. Diese Liste basiert auf der Denkmalliste des Thüringisches Landesamt für Denkmalpflege und Archäologie.
Sie ist eine Teilliste der Liste der Kulturdenkmale im Landkreis Altenburger Land und damit auch der Liste der Kulturdenkmale in Thüringen.

## Vollmershain
| Bild                           | Bezeichnung               | Lage                      | Datierung | Beschreibung                                                 | ID    |
| ------------------------------ | ------------------------- | ------------------------- | --------- | ------------------------------------------------------------ | ----- |
| weitere Bilder Fotos hochladen | Kirche                    | Dorfstraße o.Nr. (Karte)  |           | Kirche mit Ausstattung, Kirchhof und Einfriedung             | [ 1 ] |
| BW                             | Gehöft                    | Dorfstraße 5 (Karte)      |           | Mühlengehöft                                                 | [ 1 ] |
| BW                             | Wohnhaus mit Nebengebäude | Dorfstraße 32 (Karte)     |           | ehemalige "alte Schmiede", Fachwerkwohnhaus mit Nebengebäude | [ 1 ] |
| BW                             | Vierseithof               | Dorfstraße 40/40a (Karte) |           | Gehöft mit Taubenhaus südlich Dorfkirche                     | [ 1 ] |
| BW                             | Vierseithof               | Dorfstraße 42 (Karte)     |           |                                                              | [ 1 ] |